# Master Control Room

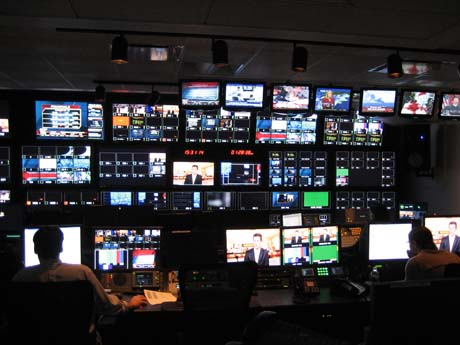
Master Control Room

Ein Master Control Room (MCR) ist ein Aufgabenbereich, in dem Dienstleistungen für die Sendeabwicklung eines TV-Senders oder einer anderen Rundfunkanstalt erbracht werden. Die Kernaufgabe liegt in der generellen Vorbereitung der Sendeabwicklung, die alle Aktivitäten der Sendeabwicklung beinhaltet. Eine Struktur dieser Art wird in der Regel 24 Stunden am Tag und für 365 Tage im Jahr von Personal, das die Performance der Plattformen sicherstellt und die Informationen analysiert und zusammenfasst, betrieben.
In den meisten MCR befinden sich diverse Bildschirme, welche auch die End-Signale der Produktion über den Weg des normalen Konsumenten (beispielsweise Kabelanschluss oder Satellit) wiedergeben.
Somit kann das produzierte und gesendete Programm vom selben Ort aus bis zur „letzten Meile“ überwacht werden.